# Насадочні газові сепаратори
Насадочні газові сепаратори — різновид газового сепаратора для осадження із газу крапельок рідини і часток породи.

Рис. — Загальний вигляд сепаратора природного газу з жалюзійною насадкою (а) і схема жалюзійної насадки (б) 1 — патрубок; 2 — корпус сепаратора; 3 — перфорована переділка; 4 — люк для монтажу насадки; 5 — насадка жалюзійна; 6 — газовідвідний патрубок; 7 — зливний патрубок; 8 — конденсатозбірник; 9 — переділка — заспокоювач рівня; 10 — поплавкова камера; 11 — виконавчий механізм; б — рух крапельки рідини між пластинами жалюзей На рис. б наведено вид зверху двох пластин жалюзійних насадок і траєкторія краплі рідини, що рухається між цими пластинами.

Основним елементом сепараторів цього типу є насадка. На газових промислах поширені насадки жалюзійного типу. На рис. а наведена схема сепаратора насадочного типу з жалюзійною насадкою.
Даний сепаратор працює наступним чином. Газ надходить спочатку в патрубок 1, потім потрапляє на перфоровану переділку 3, що служить для вирівнювання швидкості потоку.
Потім газ проходить жалюзійну насадку 5, в якій затримується основна маса крапель рідини, що рухаються потоком газу. На жалюзі крапельки рідини, що прилипли, утворюють плівку, яка стікає в піддон, а потім через зливний патрубок 7 потрапляє до конденсатозбірника 8. Щоб уникнути коливання рівня рідини в камері поплавця 10 встановлюється глуха переділка 9. Рідина з конденсатозбірника 8 скидається через виконавчий механізм 11, а газ — через газовідвідний патрубок 6.
Частинки рідини, які містяться в потоці газу, що проходить між пластинами, вдаряються об них і прилипають. У міру накопичення крапельок на пластинах, рідина стікає у вигляді плівки в нижню частину сепаратора. Пластини жалюзі не повинні створювати великих гідравлічних опорів потоку і повинні мати досить розвинену поверхню, щоб максимально «вловлювати» краплинну рідину. Чим більша швидкість потоку газу між пластинами, тим; ефективніше «уловлюються» крапельки рідини.
Однак надмірне збільшення швидкості потоку газу (> 1 м/с) призводить до зриву з поверхні пластин плівкової рідини, її дроблення знову на крапельки і вторинного виносу. Тому в жалюзійних сепараторах швидкість газового потоку не повинна перевищувати 0,7 м/с.
Застосовуються також сепаратори інших типів, наприклад сіткові, робота яких заснована на тому ж принципі, що і жалюзійних.